# Following
Following ist ein britischer Low-Budget-Kriminalfilm im Stil des Neo-Noir von Christopher Nolan aus dem Jahr 1998. Es war Nolans erster Spielfilm, bei dem er neben der Regie auch für die Kamera und das Drehbuch verantwortlich war. Der Film erschien am 24. April 1998 auf dem San Francisco International Film Festival. In Deutschland erschien der Film 2005 auf DVD.

## Handlung
Der erfolglose Schriftsteller Bill verfolgt fremde Menschen in London, um sie zu beobachten. Eines Tages folgt er dem Einbrecher Cobb, der dies bemerkt und ihn damit konfrontiert. Zusammen gehen sie anschließend auf Raubzüge durch London, wobei der Diebstahl fremder Gegenstände eher sekundäre Bedeutung hat – vor allem Cobb scheint es darum zu gehen, die Charaktere ihrer Opfer auszuspionieren und sie durch gezielte Veränderungen in ihren Wohnungen zu verunsichern. Die beiden brechen gemeinsam in die Wohnung einer Frau ein. Bill betrachtet die Fotos in der Wohnung der Frau und ist fasziniert von ihr. In den Tagen darauf folgt er ihr und nimmt in einer Bar Kontakt zu ihr auf. Dort macht sie ihn auf ihren Ex-Freund, einen gefährlichen und mächtigen Mann der Londoner Unterwelt, aufmerksam. Bill verfällt der Frau und diese lässt sich auf eine Liebesbeziehung mit ihm ein. Sie erzählt ihm unter anderem, wie sie Zeuge eines brutalen Mordes war, den ihr Ex-Freund in ihrer Wohnung beging. Gleichzeitig ist sie jedoch – ohne Bills Wissen – eng mit Cobb befreundet, der sie vorweg für einen vermeintlichen Plan einspannt. Demnach soll sie Cobb dazu verhelfen, Bill als Täter bei einem von Cobbs Verbrechen erscheinen zu lassen, da dieser vorgibt die Befürchtung zu haben, kurz vor der Festnahme durch die Polizei zu stehen.
Die Frau erzählt dem nichtsahnenden Bill, sie werde von ihrem gefährlichen Ex-Freund mit Nacktbildern erpresst. Dieser erklärt sich bereit die Bilder aus dem Safe (die Kombination für dessen Öffnung hat er von der Frau) des Mannes zu stehlen. 
Dabei wird er jedoch überrascht und verletzt einen Unbekannten. Wie sich herausstellt, sind die erbeuteten Bilder auch nicht besonders explizit, sondern relativ normale Fotos. Als Bill seine Geliebte diesbezüglich zur Rede stellen will, erzählt sie ihm von dem Plan Cobbs. Bill entschließt sich daraufhin zur Polizei zu gehen und dieser die Geschichte zu erzählen. Zum Ende des Films stellt sich heraus, dass Cobb sowohl Bill als auch die Frau getäuscht hat und vom Untergrundgangster dazu beauftragt wurde, die Frau als Zeugin des besagten Mordes zu töten. Er tut dies mit demselben Hammer, den auch Bill bei seiner vorherigen Tat benutzt hat, hinterlässt dabei jedoch im Gegensatz zu ihm keine Spuren. Als sich Bill der Polizei stellt, wird klar, dass Cobb von Beginn an alle Beweismittel für die Ermordung der Frau so gelegt hat, dass nur Bill als allein verantwortlicher Täter bei der Polizei in Frage kommt. In der letzten Szene des Films verschwindet Cobb, der seinen Auftrag, ohne einen Verdacht auf sich gelenkt zu haben, erfüllt hat, in einer Menschenmasse.

## Kritik
„Mit geringem Budget atmosphärisch dicht gestaltete Film-Noir-Variation. In den Thriller-Elementen etwas überzogen, kündigt sich in dem Debütfilm eindrucksvoll das Talent des Regisseurs zu komplexen Verwirrspielen an.“

## Hintergründe
Following ist der erste Spielfilm von Christopher Nolan. Fast alle Darsteller sind Familienangehörige oder Freunde des Regisseurs. Die Produktionskosten beliefen sich auf ungefähr 6000 US-Dollar. In den USA spielte der Film ca. 43.000 Dollar ein. Wie auch in Nolans späteren Filmen Memento und Prestige – Die Meister der Magie spielen die Szenen des Films in der Originalversion nicht in einer chronologischen Reihenfolge.

## Synchronisation
| Rolle          | Darsteller      | Synchronsprecher      |
| -------------- | --------------- | --------------------- |
| Bill           | Jeremy Theobald | Julien Haggége        |
| Blonde Frau    | Lucy Russell    | Melanie Pukaß         |
| Cobb           | Alex Haw        | Frank Schröder        |
| Polizeibeamter | John Nolan      | Hans-Werner Bussinger |

## Auszeichnungen
- Dinard British Film Festival, Silver Hitchcock Award
- Newport International Filmfestival, Best Director Award
- International Film Festival Rotterdam, Tiger Award
- Slamdance Film Festival, Black & White Award

## Trivia
- Der Schauspieler des Polizisten ist Christopher Nolans Onkel John Nolan.
- Die Wohnung der Blondine ist normalerweise die Wohnung von Christopher Nolans Eltern.
- In das Haus der Eltern wurde während der Dreharbeiten wirklich eingebrochen.
- Die Wohnung des Schriftstellers ist in Wirklichkeit die Wohnung von Jeremy Theobald.
- Den Namen „Cobb“ für einen Einbrecher verwendet Nolan erneut im Film Inception.
- An der Wohnungstür des Protagonisten ist von außen das Batman-Logo angebracht. 2005 führte Christopher Nolan die Regie an seinem ersten Batman-Film Batman Begins.